# Billboard (producent)
Mathieu Jomphe, mer känd som Billboard, är en kanadensisk låtskrivare och musikproducent från Montréal. Han har producerat låtar till artister som Britney Spears, Kesha och Robyn.

## Diskografi
| År   | Artist         | Album        | Låt                    | Detaljer                  |
| ---- | -------------- | ------------ | ---------------------- | ------------------------- |
| 2010 | Kesha          | Cannibal     | "Cannibal"             | Samskrivare, samproducent |
| 2010 | Kesha          | Cannibal     | "Animal"               | Remixer                   |
| 2010 | Robyn          | Body Talk    | "Call Your Girlfriend" | Samproducent              |
| 2010 | Robyn          | Body Talk    | "Get Myself Together"  | Samproducent              |
| 2010 | Robyn          | Body Talk    | "Stars 4-Ever"         | Samproducent              |
| 2011 | Britney Spears | Femme Fatale | "Hold It Against Me"   | Samskrivare, samproducent |
| 2011 | Britney Spears | Femme Fatale | "Inside Out"           | Samskrivare, samproducent |